# Geminiano Cozzi

Geminiano Cozzi, Coppe con piatto, 1764, Stoccolma Hallwylska museet

Geminiano Cozzi (Modena, 7 febbraio 1728 – 1798) è stato un imprenditore e ceramista italiano.

## Biografia
Geminiano Cozzi (il cui vero nome era Geminiano Francesco Antonio) era nato a Modena, ma divenne veneziano per scelta. Figlio di Giuseppe e di Caterina Zoccolari, si trasferì a Venezia intorno 1754, con la sorella Domenica e con il fratello minore Vincenzo. Sposò Antonia Caterina Sauli, dopo un precedente matrimonio con Anna Manni, da cui aveva avuto una figlia: Domenica. A Venezia, abile ceramista, divenne socio nella manifattura dei coniugi sassoni Nathaniel Friedrich e Maria Dorothea Hewelcke che chiuse i battenti nel 1763. Nel 1764 Geminiano Cozzi fondò una sua manifattura di porcellana, presso San Giobbe, a Cannaregio, la cui produzione proseguì fino al 1812, ben oltre la sua morte. Nel 1765 ottenne un privilegio dalla Serenissima, poiché la sua manifattura non dipendeva dalla importazione dall'estero del caolino, bensì utilizzava quello del Tretto.

### Porcellana veneta del Settecento
Nel corso del Settecento la Repubblica di Venezia fu l'unico Stato europeo (oltre alla Germania) dove sorsero manifatture di porcellana di pasta dura. I quattro precursori furonoː Giovanni Vezzi, orefice e mercante, che nel 1720 iniziò una sua produzione di porcellane in Laguna; Nathaniel Friederich, mercante sassone emigrato nel 1757 da Meißen, che ottenne un privilegio ventennale per la fabbricazione di porcellane di Sassonia a Venezia; Geminiano Cozzi e Giovanni Battista Antonibon, che nel 1762 avviò a Nove (VI) una produzione di porcellane, dopo aver ottenuto il privilegio di produrre maiolica di qualità.

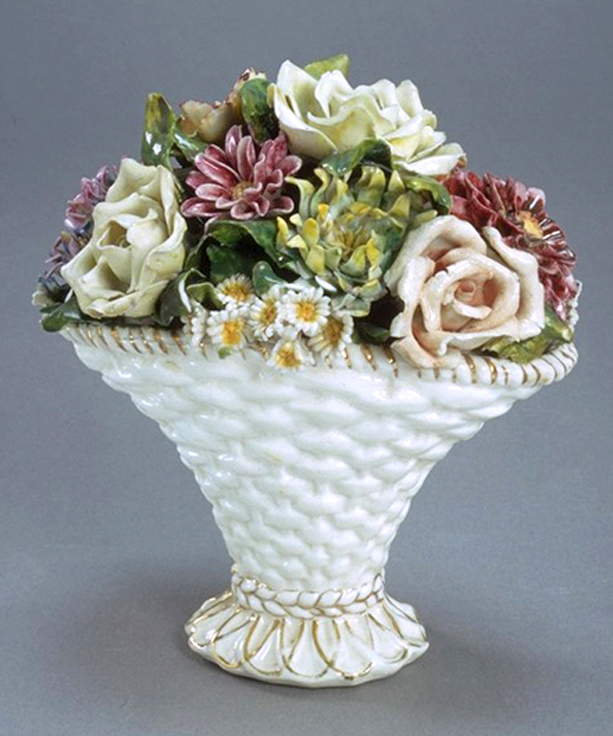
Geminiano Cozzi, vaso di porcellana

Con l'appoggiato del Senato e grazie a favori protezionistici, ad esenzioni e a sovvenzioni, Geminiano Cozzi avviò poi la produzione di porcellana ad uso orientale, di maiolica a piccolo fuoco, di terraglia ad uso d'Inghilterra e infine di piastrelle da camino ad uso Olanda. Dalla sua ditta uscivano servizi da tavola, da caffè, da tè e da cioccolata, corredi per spezierie, vasi e portafiori, pomi per bastone, statuette, figurine cinesi. Le sue porcellane di pasta dura erano marcate (ma non tutte) con un'ancora - in rosso in genere e talvolta in azzurro o in oro. Per i fini trafori a cestello, per i delicati rilievi di frutti e di ghirlande che decoravano manici e coperchi, le porcellane di Cozzi si ispiravano ai modelli di Meissen e di Sèvres.
I decori della porcellana, di gusto spiccatamente rococò, erano dipinti in rosso ruggine, in verde smeraldo, in blu cobalto, in porporaː colori rialzati da fregi in oro zecchino. Temi preferiti dei decori erano fiorellini, farfalle, mazzi di rose, di tulipani e di viole. La maiolica e la terraglia erano caratteristiche per il decoro "a bersò", per le vedutine ispirate alla pittura veneta settecentesca, per i motivi a nastro e a ghirlanda, per i disegni delle carte da gioco, per le maschere della commedia dell'arte e per i nani. Nell'ultimo periodo Cozzi aggiunse temi mitologici, in stile neoclassico. Un piatto, al Victoria and Albert Museum, siglato "F. Cozzi 1780", riproduce dipinti del palazzo ducale di Venezia.
Nel 1778, per problemi finanziari cessò di esistere la ditta "Geminiano Cozzi" e ne nacque una nuova, in cui entrarono Vincenzo Cozzi e Bonaventura Marinoni. Nel 1784, la ditta Cozzi-Marinoni fu sciolta e la proprietà tornò ai fratelli Cozzi. Nel 1791 proprietario unico rimase Vincenzo. La vedova di Geminiano Cozzi, Antonia Caterina Sauli, sposò in seconde nozze il marchese Giuseppe Fabris da Begliano di Monfalcone e trasferì a Doccia i segreti di fabbricazione della porcellana.

### Altre attività
Geminiano Cozzi, uomo versatile e curioso di tutto e che possedeva nozioni di chimica e di botanica, studiò una composizione del cristallo di straordinaria trasparenza e per la Zecca di Venezia realizzò crogiuoli in porcellana dura per fondervi oro e argento. Studiò nuovi materiali per mattoni e creò una società che si occupava del taglio dei faggi per fare carbone. Con i fratelli Galbiani di Sebenico ottenne la concessione, in esclusiva e per sei anni, della pesca al corallo in Dalmazia. Si interessò anche di innesti di garofani, della coltura degli agrumi e di quella del tabacco.

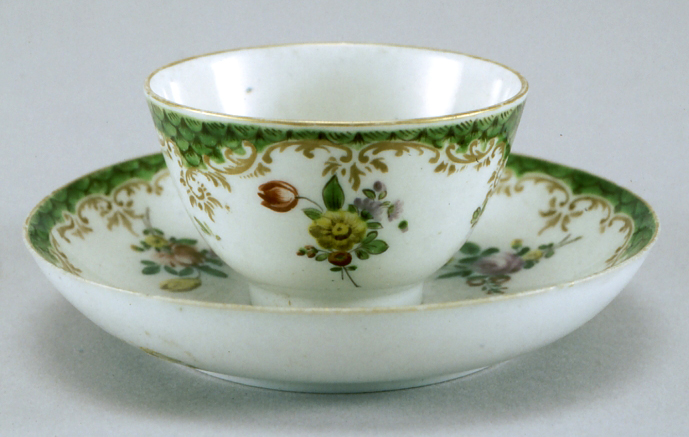
Geminiano Cozzi, tazza Museo Internazionale delle Ceramiche in Faenza

### Mostre
- Geminiano Cozzi e le sue porcellane, Venezia, Ca' Rezzonico (Museo del Settecento veneziano), 19 marzo–26 settembre 2016.